# Norbert Falk

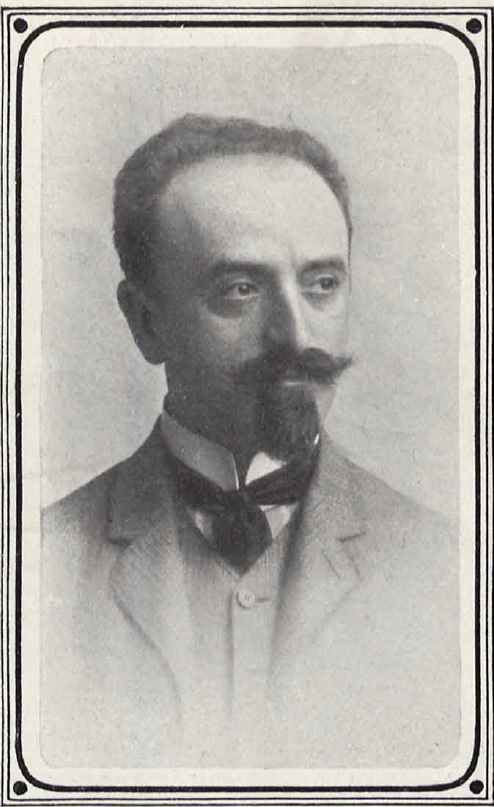
Norbert Falk.

Norbert Isidor Falk, auch Fred Orbing, (* 5. November 1870 in Weißkirchen, Österreich-Ungarn; † 16. September 1932 in Berlin) war ein österreichisch-deutscher Journalist und Schriftsteller mit großen Erfolgen als Drehbuchautor beim deutschen Film der Weimarer Republik.

## Leben und Wirken
Der mährische Kaufmannssohn besuchte das Gymnasium und begann seine journalistische Tätigkeit als Mitarbeiter kleinerer Zeitungen wie der 'Gesellschaft'. 1895 wurde er Lokalredakteur des Berliner ‘Kleinen Journals’. Bereits im Jahr darauf betätigte er sich erstmals als Kritiker. Im Jahre 1900 holte ihn die Berliner Morgenpost und beschäftigte ihn als Feuilletonredakteur und Theaterkritiker. Gleichzeitig betätigte er sich als Redakteur der Berliner Illustrirten Zeitung. Norbert Falk hatte sich später vor allem einen Namen als Feuilletonredakteur der Tageszeitung B.Z. am Mittag gemacht und galt im Berlin des ersten Drittels des 20. Jahrhunderts als einer der einflussreichsten Theaterkritiker Deutschlands.
Bereits seit 1896 veröffentlichte Falk eigene Werke (Romane, Lustspiele und Schwänke). Außerdem gab er eine Reihe von Sammelbänden heraus, die sich vor allem der humoristischen Literatur widmeten.
Bald nach Ende des Ersten Weltkriegs überredete ihn der Regisseur Ernst Lubitsch zur Drehbuch-Mitarbeit an drei seiner berühmtesten Monumental- und Historieninszenierungen (Madame Dubarry, Anna Boleyn, Das Weib des Pharao). Zwei dieser zusammen mit Lubitschs bevorzugtem Autoren Hanns Kräly verfassten Manuskripte schrieb Falk unter dem Pseudonym Fred Orbing. Im Anschluss daran kehrte Falk wieder für einige Jahre dem Kino den Rücken zu.
Nach einigen Drehbüchern zu filmischen Nebenwerken 1927/28 nahm Norbert Falk 1930 seine Arbeit für den Tonfilm auf. Sein zweiter Tonfilm sollte zugleich seine letzte und berühmteste Arbeit für das Kino werden: Zusammen mit Robert Liebmann, dem UFA-Spezialisten für musikalische und komödiantische Stoffe, verfasste er das Manuskript zu der beschwingten musikalischen Komödienromanze Der Kongreß tanzt, einem der wenigen Welterfolge des deutschen Kinos vor dem Anbruch des nationalsozialistischen Zeitalters.
Als Falk im Alter von 61 Jahren (lt. Sterbeurkunde) in seiner Wahlheimat Berlin starb, würdigte man ihn als einen Kritiker, „der an der Aufwärtsbewegung der Berliner Theater großen Anteil hat.“

## Filmografie (komplett)
Drehbuchbeiträge als namentlich genannter Autor
- 1919: Madame Dubarry
- 1920: Anna Boleyn
- 1921: Das Weib des Pharao
- 1925: Ein Walzertraum
- 1927: Die weiße Sklavin
- 1927: Casanova
- 1928: Der Fall des Staatsanwalts M …
- 1928: Marter der Liebe
- 1928: Geheimnisse des Orients
- 1928: Revolutionshochzeit
- 1928: Frauenraub in Marokko
- 1930: Zwei Welten
- 1931: Der Kongreß tanzt

## Werke (Auswahl)
- 1896: Lieb im Spiel (Lustspiel)
- 1896: Sohnesrecht (Roman)
- 1906: Meisterbuch der Erzählungen (Anthologie)
- 1908: Meisterbuch des Humors (Anthologie)
- 1909: Schatzkammer (Erzählungen der Weltliteratur)
- 1911: Das Buch des Lachens (Anthologie)
- 1913: Das Buch der seltsamen Geschichten (Anthologie)
- 1920: Susanne Stranzky (Roman)[3]
- 1921: Anna Boleyn (Roman)